# Доводка
Доводка (рос. доводка, англ. conditioning, dressing, final concentration, retreating; нім. Feinstaufbereitung f) — кінцева стадія технологічного процесу збагачення корисних копалин, в результаті якої отримують кондиційний концентрат. Може здійснюватися повторним застосуванням тих же методів, що і при отриманні чорнових концентратів, шляхом їх багаторазового збагачення, або інших, більш складних і дорогих процесів. При флотаційному збагаченні іноді проводиться до 7-10 перечисток, при гравітаційному — 2-3. Якщо процес Д. за технологією і апаратурним оформленням істотно відрізняється від первинного збагачення, то для переробки однотипних некондиційних концентратів декількох збагачувальних фабрик іноді будують доводочні фабрики.